# Inmates (The Walking Dead)
Inmates là tập thứ mười trong Phần 4 của series phim truyền hình The Walking Dead. Tập phim được phát sóng trên kênh AMC của Mỹ vào ngày 16 tháng 2 năm 2014. Khi phát sóng tại Mỹ, tập phim đã được 13,34 triệu người xem trong đó có 6,8 triệu người từ 18-49 tuổi.

## Nội dung tập
Tập phim bắt đầu bằng những dòng trong nhật ký của Beth do chính cô đọc nên, đó là những suy nghĩ của cô về cuộc sống của nhóm kể từ khi họ đến nhà tù. Tối hôm sau khi nhà tù bị tấn công, Beth được nhìn thấy ngồi cùng Daryl bên một đống lửa. Beth nói với Daryl rằng có lẽ họ không phải là những người duy nhất thoát được khỏi nhà tù. Tuy nhiên Daryl không đáp lại lời cô nói, Beth liền tỏ vẻ kiên quyết, nói rằng Daryl là người giỏi lần dấu vết, vậy nên họ phải đi tìm dấu vết của những người khác. Cô liền đi vào trong rừng và Daryl bước theo cô. Sáng hôm sau, Daryl và Beth phát hiện thấy một dấu chân. Beth nghĩ rằng đó là của Luke hoặc Molly. Họ tiếp tục đi theo dấu vết cho đến khi Beth bị một walker tấn công. Sau khi Daryl giết con walker, họ đi đến một đường ray tàu hỏa gần đó, nơi họ thấy vài xác sống đang ăn xác ai đó. Daryl giết những xác sống này và Beth phát hiện thấy trong đám thịt có một chiếc giày của con nít, cô liền bật khóc.
Lizzie và Mika đang đi cùng nhau, hai đứa bé theo sau Tyreese. Lizzie nói với em gái rằng đừng khóc nữa và đưa cho Mika một con dao, dặn em dắt vào thắt lưng. Lizzie hỏi Tyreese rằng họ còn phải đi bao xa nữa, và khi Tyreese quay lại trả lời, anh đang bế bé Judith. Tối hôm đó, họ tạm nghỉ chân trong rừng. Trong khi Tyreese quấn vết thương và cho Judith uống sữa, Lizzie ngồi ở một khúc gỗ gần đó và nhìn thấy 2 chú thỏ con bên trong khúc gỗ. Cô bé liền lẳng lặng rút dao ra và giết chúng. Nhóm của họ liền vội vã rời đi sau khi Judith khóc lớn khiến những walker ở gần đó chú ý tới. Sáng hôm sau, họ đi qua một rặng nho và bắt đầu hái nho ăn. Mika bị giật mình bởi một tiếng động trong bụi cây. Cô bé hoảng sợ bỏ chạy trong khi Tyreese đang thay tã cho Judith. Tyreese và Lizzie liền vội vã chạy theo Mika và thấy cô bé đang núp sau một cái cây. Ngay sau khi họ vừa gặp lại nhau, một tiếng hét từ nơi khác vang đến. Tyreese dặn 2 cô bé trông chừng Judith và lập tức chạy đi tìm hiểu sự việc. Khi đến nơi, anh nhìn thấy hai người đàn ông bên đường ray tàu hỏa, Christopher và bố anh ta đang chiến đấu với vài con walker. Tyreese cố giúp họ nhưng cả hai đều bị cắn. Sau đó anh nghe thấy tiếng súng của Mika trong rừng, khi mà có vài walker đang đi đến chỗ 3 đứa trẻ. Mika cố gọi chị đang đứng ngay sau nhưng Lizzie không để ý, cô đang đặt tay bịt kín miệng Judith vì cô bé khóc quá to. Lát sau, đám trẻ được Carol bất ngờ đến cứu, cô liền cùng chúng đi đến chỗ Tyreese. Người bố của Christopher lúc đó đang khuỵu gối bên xác của con trai, ông nói với nhóm họ rằng hãy đi theo đường ray để đến được một nơi an toàn. Trên đường đi theo đường ray, Tyreese nói với Carol rằng anh không nhìn thấy cô thoát ra từ nhà tù trong cuộc tấn công, nhưng Carol đáp lại rằng lúc đó cô vẫn chưa về. Cô nói dối với anh rằng mình tiếp tục đi kiếm thêm đồ trong khi Rick quay lại nhà tù. Họ nhìn thấy một tấm bản đồ trên đường đi, trên đó mô tả một địa điểm có tên "Terminus" và ghi rằng đó là nơi an toàn cho tất cả mọi người. Nhóm của họ quyết định tiếp tục đi theo đường ray để đến đó.
Maggie, Bob đang Sasha ở trong rừng. Maggie đang mài sắc con dao của mình trong khi Sasha băng bó vết thương trên cánh tay Bob. Sasha sau đó nói với Maggie rằng tối nay họ nên dựng trại ở đây. Maggie đồng tình nhưng đáp rằng Bob và Sasha có thể dựng trại trong khi cô đi tìm Glenn. Sasha nói rằng họ không thể tách ra lúc này trong khi Maggie khẳng định một lần nữa rằng cô sẽ đi tìm Glenn rồi tức tốc bỏ đi. Sasha và Bob không còn lựa chọn nào khác liền đi theo cô. Giữa đường, họ gặp chiếc xe buýt của nhà tù đang đứng yên. Khi đến gần, họ phát hiện ra rằng những người trên xe đã chết và biến đổi. Maggie nói rằng cô muốn kiểm tra xem liệu Glenn có trên xe không. Bob nói rằng cả ba bọn họ hãy cùng làm việc này, Sasha liền miễn cưỡng đồng tình. Họ dụ từng walker một trong xe ra để giết, nhưng cuối cùng vì có quá nhiều walker bên trong đẩy tới, Sasha đã không giữ được cửa và tất cả ùa ra. Sau khi giết tất cả chúng, Maggie bước lên xe để kiểm tra xem Glenn có ở đó không. Sau khi giết nốt con walker còn lại ở đó và nhận ra đó không phải là Glenn, cô đã ngồi sụp xuống và bật khóc vì vui mừng.
Trong khi đó, Glenn tỉnh dậy sau cơn hôn mê trong nhà tù, phía dưới anh là hàng chục xác sống đang cố với tay lên. Anh hét lên gọi Maggie nhưng không ai đáp lại, nhìn quanh nhà tù chỉ là khói lửa mù mịt và vô vàn walker. Glenn quyết định đi vào bên trong thu dọn đồ đạc và quần áo, gồm cả chai rượu của Bob cùng một chiếc bật lửa. Sau đó, anh mặc bộ đồ chống bạo động lên và lao ra bên ngoài sân nhà tù, nơi bầy xác sống nhanh chóng ùa về phía anh. Sau khi thoát khỏi được chúng, anh nhìn thấy Tara đang ngồi phía sau hàng rào. Glenn giết con walker đang ở trước hàng rào đó và vào bên trong. Anh cầm lấy khẩu súng của Tara để kiểm tra đạn. Sau khi bảo Tara đi cùng nhưng cô từ chối, anh hỏi rằng liệu cô định chết ở đây. Tara đáp lại rằng cô chính là một trong những người đã tấn công nhà tù, nhưng Glenn nói rằng anh biết điều đó và lúc này anh cần sự giúp đỡ từ cô. Glenn dùng chai rượu của Bob để làm một quả lựu đạn tự chế rồi quăng đến một chiếc xe gần đó, khiến nó bốc cháy và gây sự chú ý của đám xác sống, đánh lạc hướng cho anh và Tara bỏ chạy. Họ thoát khỏi nhà tù và đi đến con đường gần chiếc xe buýt nhà tù mà Maggie, Sasha và Bob đã đi qua. Trên đường đi, Tara kể với Glenn về việc chứng kiến cái chết của chị gái mình sau cuộc tấn công nhà tù. Cô hối hận vì đã nghe theo Brian và giúp hắn tấn công nhà tù, khiến hắn giết "ông cụ" đó. Glenn hỏi cô rằng liệu "ông cụ" đó có phải tên là Hershel. Tara đáp lại rằng "Tôi xin lỗi. Tôi thực sự rất xin lỗi" và nói rằng Brian bảo họ rằng những người trong nhà tù là người xấu, và giờ cô đã nhận rằng họ không phải vậy. Glenn nói với Tara rằng anh cần cô giúp tìm Maggie, vợ của anh. Tara hỏi rằng liệu anh có chắc rằng Maggie còn sống, nhưng Glenn đáp lại rằng chính Hershel - bố Maggie đã dạy anh phải có niềm tin, và anh tin rằng vợ mình còn sống. Sau khi một vài walker đi đến tấn công họ, Glenn ngất đi một lần nữa, khiến Tara phải một mình xử lý chúng. Khi cô đang giết con walker cuối cùng, một chiếc xe quân đội đi đến và dừng lại ngay phía trước cô. Cho rằng những người đó không giúp mình mà chỉ đậu xe nhìn, Tara lớn tiếng nói: "Hy vọng các người thích màn trình diễn vừa rồi, lũ khốn". Liền sau đó, có ba người bước xuống từ chiếc xe: Abraham, Eugene, and Rosita. "Cô cũng mồm miệng kinh phết nhỉ. Cô còn thứ gì kinh nữa không?" - Đó là lời đầu tiên mà Abraham nói với Tara.

## Diễn viên

### Diễn viên chính
- Andrew Lincoln vai Rick Grimes*
- Norman Reedus vai Daryl Dixon
- Steven Yeun vai Glenn Rhee
- Lauren Cohan vai Maggie Greene
- Chandler Riggs vai Carl Grimes*
- Danai Gurira vai Michonne*
- Melissa McBride vai Carol Peletier
- Emily Kinney vai Beth Greene
- Chad Coleman vai Tyreese Williams
- Sonequa Martin-Green vai Sasha Williams
- Lawrence Gilliard Jr. vai Bob Stookey

### Diễn viên định kỳ
- Brighton Sharbino vai Lizzie Samuels
- Kyla Kenedy vai Mika Samuels
- Alanna Masterson vai Tara Chambler
- Michael Cudlitz vai Abraham Ford
- Christian Serratos vai Rosita Espinosa
- Josh McDermitt vai Eugene Porter

*Không xuất hiện trong tập này

### Các diễn viên phụ khác
- Cameron Deane Stewart vai Christopher
- Michael Harding vai Bố Christopher
- Eleora & Elisea DiFranco vai Judith Grimes

## Cái chết trong tập
- Christopher
- Bố của Christopher (Lúc còn sống & Sau khi biến đổi)
- Lilly Chambler (Xác nhận số phận)
- 12 người thuộc cộng đồng nhà tù trên xe buýt (Sau khi biến đổi)

## Đánh giá
"Inmates" nhận được phản hồi tốt từ giới phê bình, với 81% số bài đánh giá trên trang Rotten Tomatoes mang tính tích cực. Patrick Kevin Day từ nhật báo The Los Angeles Times và Marciela Gonzalez của trang Entertainemnt Weekly đều dành lời khen cho biên kịch của tập phim khi đã không đi quá sâu vào nội tâm của riêng nhân vật chính nào mà cho khán giả một cái nhìn tổng quát của từng nhóm lẻ sau khi nhà tù sụp đổ, giúp chúng ta biết họ đang trong tình trạng như thế nào.
Không phải tất cả các đánh giá đều theo hướng tích cực, Zach Handlen từ trang The A.V. Club cho tập phim điểm B- (trên thang điểm từ F tới A) và nói rằng "Inmates" chỉ lặp lại chủ đề tương tự của tập trước, khi mà những người sống sót tiếp tục băn khoăn rằng "họ có nên đi tìm những thành viên còn lại trong nhóm không". Trái với những nhà phê bình trên, anh cho rằng nếu như tập tuần trước là chuỗi câu chuyện liên kết một cách chặt chẽ từ đầu tới cuối, thì tập tuần này chỉ là những mảnh ghép rời rạc không nhất quán được chắp vá lại và kéo dài hơn mức cần thiết.

## Bên lề
- Lần xuất hiện đầu tiên của: Christopher, Abraham Ford, Eugene Porter, Rosita Espinosa

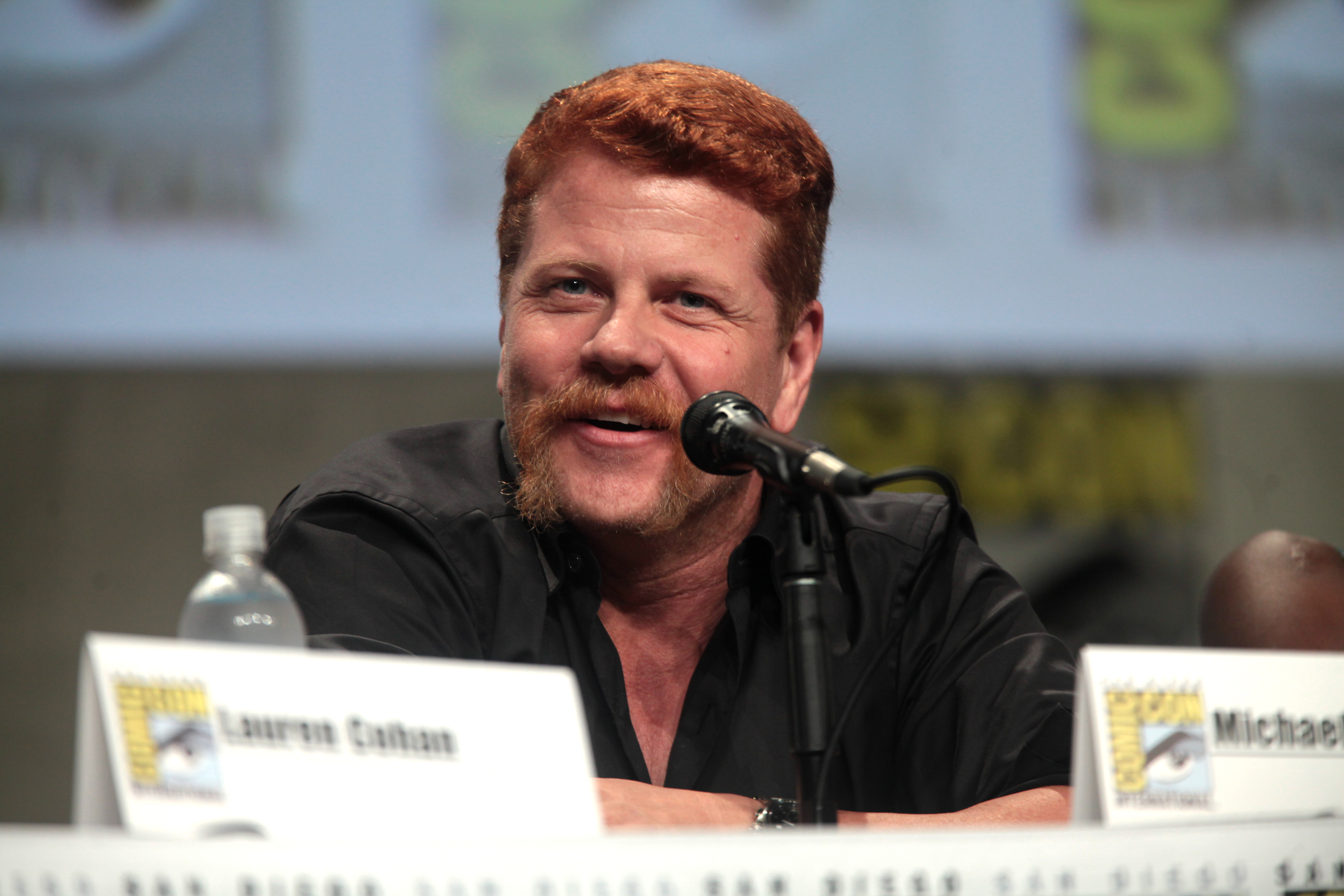

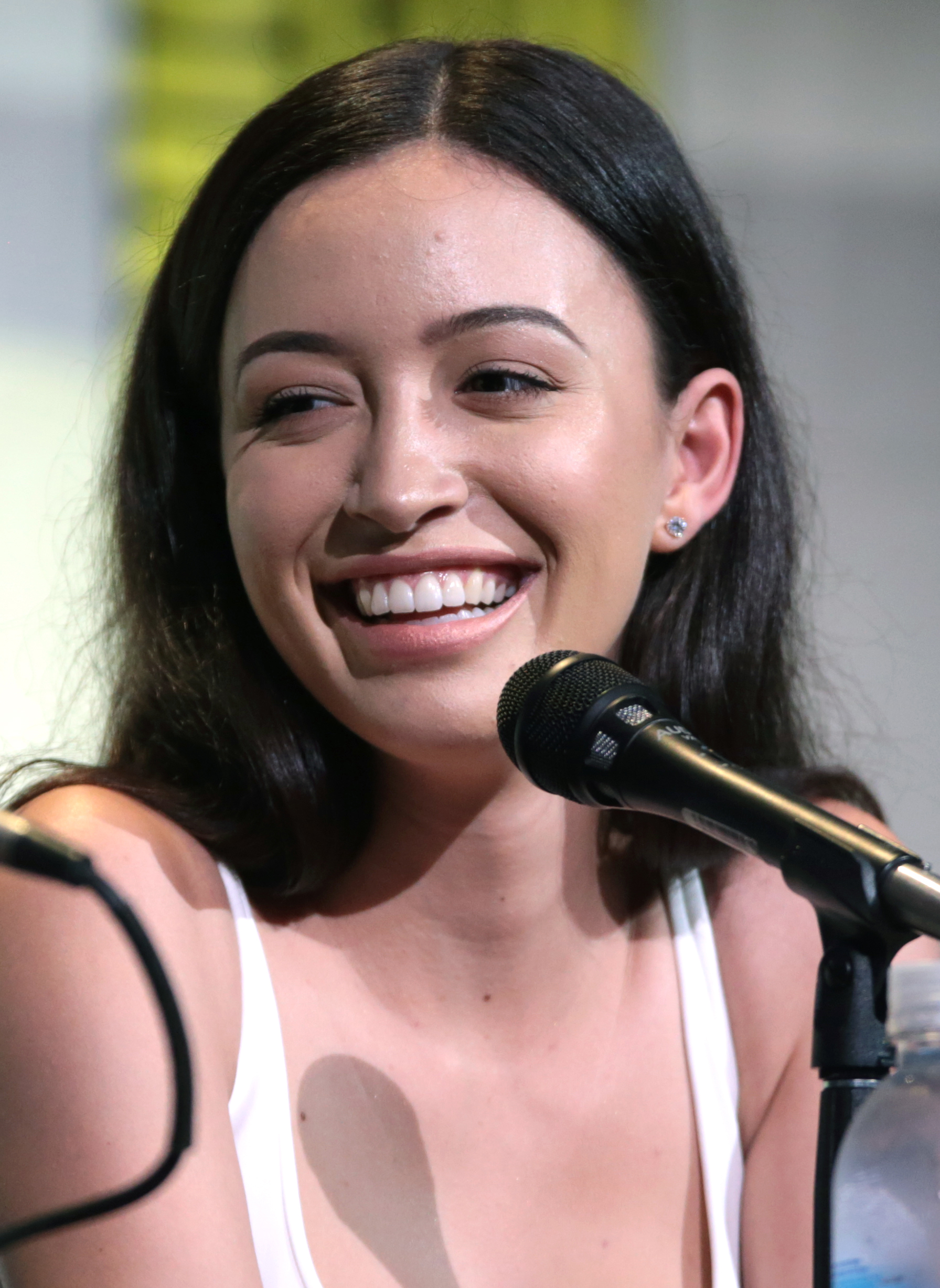

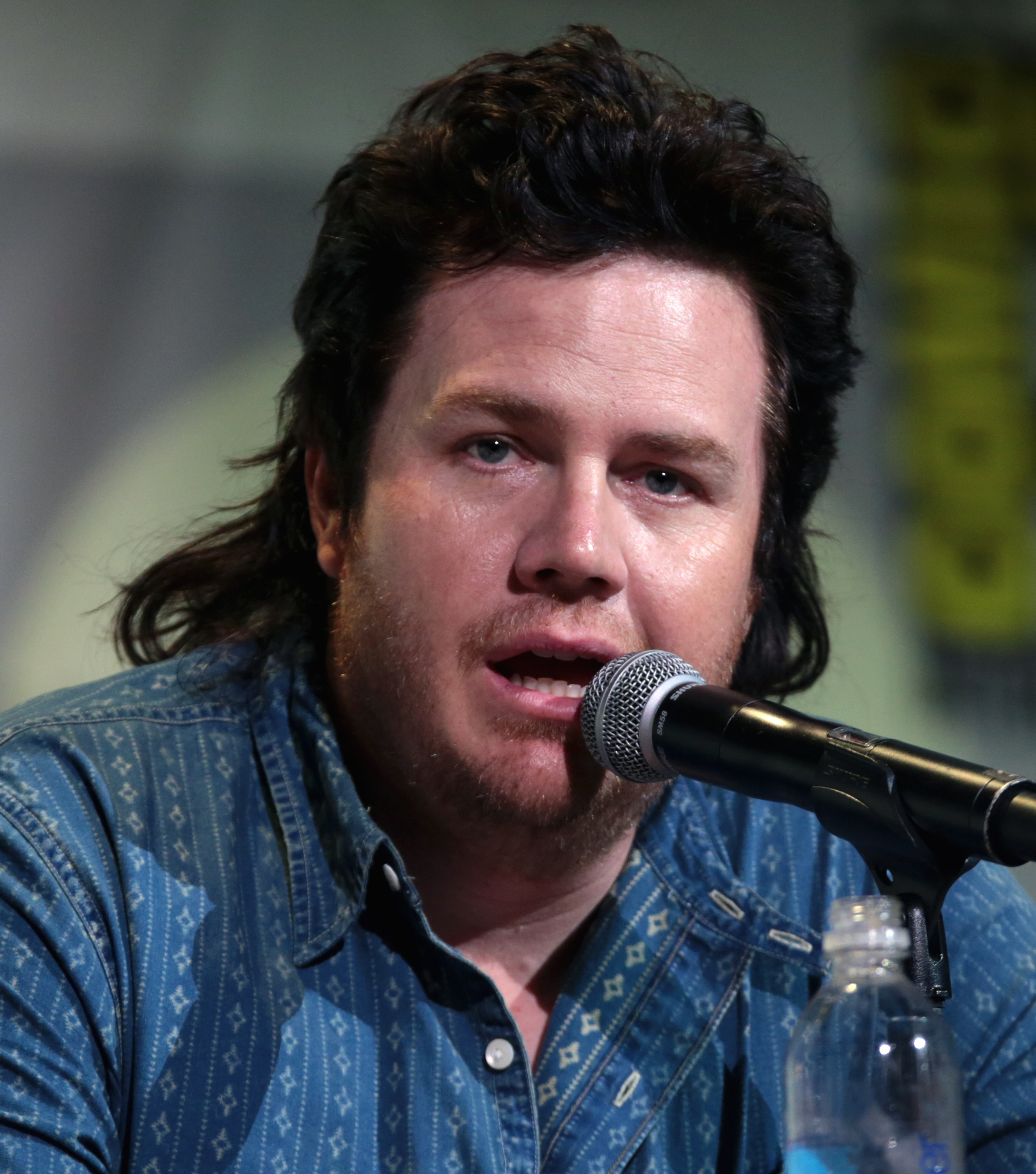
Michael Cudlitz, Christian Serratos và Josh McDermitt xuất hiện lần đầu tiên với tư cách là Abraham Ford, Rosita Espinosa và Eugene Porter.

- Michael Cudlitz, Christian Serratos và Josh McDermitt xuất hiện lần đầu tiên với tư cách là Abraham Ford, Rosita Espinosa và Eugene Porter.Tên của tập phim "Inmates" ngụ ý cho tấm biển "Hitchhikers may be escaping inmates". Nếu ở thời kỳ thông thường thì tấm biển này là để cảnh báo những người đi đường rằng "Người đi nhờ xe có thể là tù nhân trốn trại". Nhưng với riêng tập phim này, "inmates" nghĩa là "những người sống trong nhà tù" và "escaping" có nghĩa là "trốn thoát". Ngụ ý rằng "Những người lang bạt trên con đường này có thể là những người thuộc cộng đồng nhà tù vừa mới trốn thoát (khỏi cuộc tấn công của The Governor)". Con đường có gắn tấm biển này được nhìn thấy 3 lần trong phim khi 3 nhóm riêng rẽ của cộng đồng nhà tù đi qua, như để ngầm chỉ rằng họ là những người vừa sống sót thoát khỏi nhà tù.
- Tập phim này đánh dấu sự quay trở lại của Carol sau 5 tập phim vắng mặt, kể từ tập "Indifference".
- Đây chính thức là tập phim cuối cùng có bối cảnh nhà tù. Toàn bộ đoàn làm phim đã đi đến phim trường để nói lời tạm biệt với "nhà tù" giống như thể đang tạm biệt một diễn viên.
- Abraham, Eugene và Rosita xuất hiện lần đầu giống hệt hình ảnh của họ trong truyện ở bìa Chương 53 của truyện.
- Tập phim này hé lộ rằng Judith vẫn còn sống, trái ngược với trong truyện khi mà bé đã chết cùng với mẹ ở trận chiến nhà tù.
- Tên của Scott Wilson (Hershel) và David Morrissey (The Governor) đã bị loại khỏi dàn diễn viên chính.
- 3 nhân vật duy nhất xuất hiện ở tập trước là Rick, Carl, Michonne không xuất hiện trong tập này. Đây cũng là tập thứ 3 kể từ khi series bắt đầu mà Rick không xuất hiện.
- Jeanette không được nhìn thấy trong đám walker trên xe buýt, khiến trạng thái của bà trên wiki một lần nữa bị đổi thành "Unknown" (không rõ ràng). Tuy nhiên với việc những thành viên Woodbury cuối cùng đã hóa thành xác sống trên xe và Ms. McLeod có lẽ đã chết (do diễn viên thủ vai chưa bao giờ tham gia quay trong Phần 4), Jeanette là thành viên cuối cùng của Woodbury có khả năng còn sống, mặc dù có vẻ ta sẽ không gặp lại bà lần nữa.
- Mặc dù Glenn mới chỉ cầu hôn với Maggie trong tập "This Sorrowful Life, tập phim này tiết lộ rằng họ có lẽ đã đính hôn và coi nhau như vợ chồng.
- Chai rượu mà Bob ăn trộm ở viện thú y được Glenn nhìn thấy trong lúc quay vào nhà tù. Lát sau, Glenn sử dụng chai rượu để đánh lạc hướng walker, giúp anh và Tara trốn thoát.
- Lilly có lẽ đã tự sát, điều này được suy ra từ việc cô cầm khẩu súng vẫn còn đủ đạn nhưng lại để cho bầy walker tóm lấy mình. Có lẽ tâm trạng cô đã trở nên tuyệt vọng kể từ sau khi mất bố, con gái, người yêu và tưởng rằng em gái cũng đã chết - người mà thực tế vào thời điểm đó chính là người chứng kiến cái chết của cô.
  - Với cái chết của Lilly, Tara là thành viên còn lại cuối cùng của gia đình mình.
- Chiếc balô mà Glenn sử dụng để đựng đồ trước khi rời nhà tù chính là chiếc balô mà Rick, Carl và Michonne lấy được từ một người đi đường trong tập "Clear".
- Tập phim này có một cấu trúc khá đặc biệt khi cốt truyện của nó đi theo từng nhóm riêng rẽ và không tuân theo quy tắc thời gian.

## Lỗi phim
- Sau khi dẫn Lizzie và Mika ra khỏi rừng và đến đoàn tụ cùng Tyreese, Carol tiến đến gần người đàn ông là bố của Christopher, lúc này trên tay cô đang cầm con dao và nhét nó vào bao. Tuy nhiên khi cảnh được chuyển sang bố Christopher khuyên nhóm họ hãy đi theo đường ray, khi máy quay hướng trở lại Carol, con dao đột nhiên trở lại trên tay cô.